# Triptyque des Barrages
Triptyque des Barrages war ein belgisches Straßenradrennen für Fahrer der U23-Klasse.
Das Etappenrennen wurde im Jahr 2000 zum ersten Mal ausgetragen und fand seitdem jährlich im September statt. Austragungsort war die Umgebung von Tarcienne in der wallonischen Provinz Namur. Seit 2005 zählte der Wettbewerb zur UCI Europe Tour und war in die Kategorie 2.2 eingestuft. Bis zur letzten Austragung im Jahr 2007 konnte kein Fahrer das Rennen zweimal für sich entscheiden.

## Sieger
- 2008 keine Austragung
- 2007  Gediminas Bagdonas
- 2006  Jos van Emden
- 2005  Lars Boom
- 2004  Kai Reus
- 2003  Alexander Baschenow
- 2002  Preben Van Hecke
- 2001  Jurgen Van Goolen
- 2000  Andrei Kaschetschkin